# Schulpforte
Schulpforte (hist. Schulpforta, Pforta) – część miasta Naumburg (Saale) w Niemczech, w kraju związkowym Saksonia-Anhalt, w powiecie Burgenland, nad rzeką Soława. 

## Zabytki
- Dom gotycki w Schulpforte(inne języki) z XVI w.
- Klasztor cystersów(inne języki), miejsce pochowania Agnieszki austriackiej.
- Landesschule Pforta(inne języki), do której uczęszczał m.in. Fryderyk Nietzsche w latach 1858–1864.

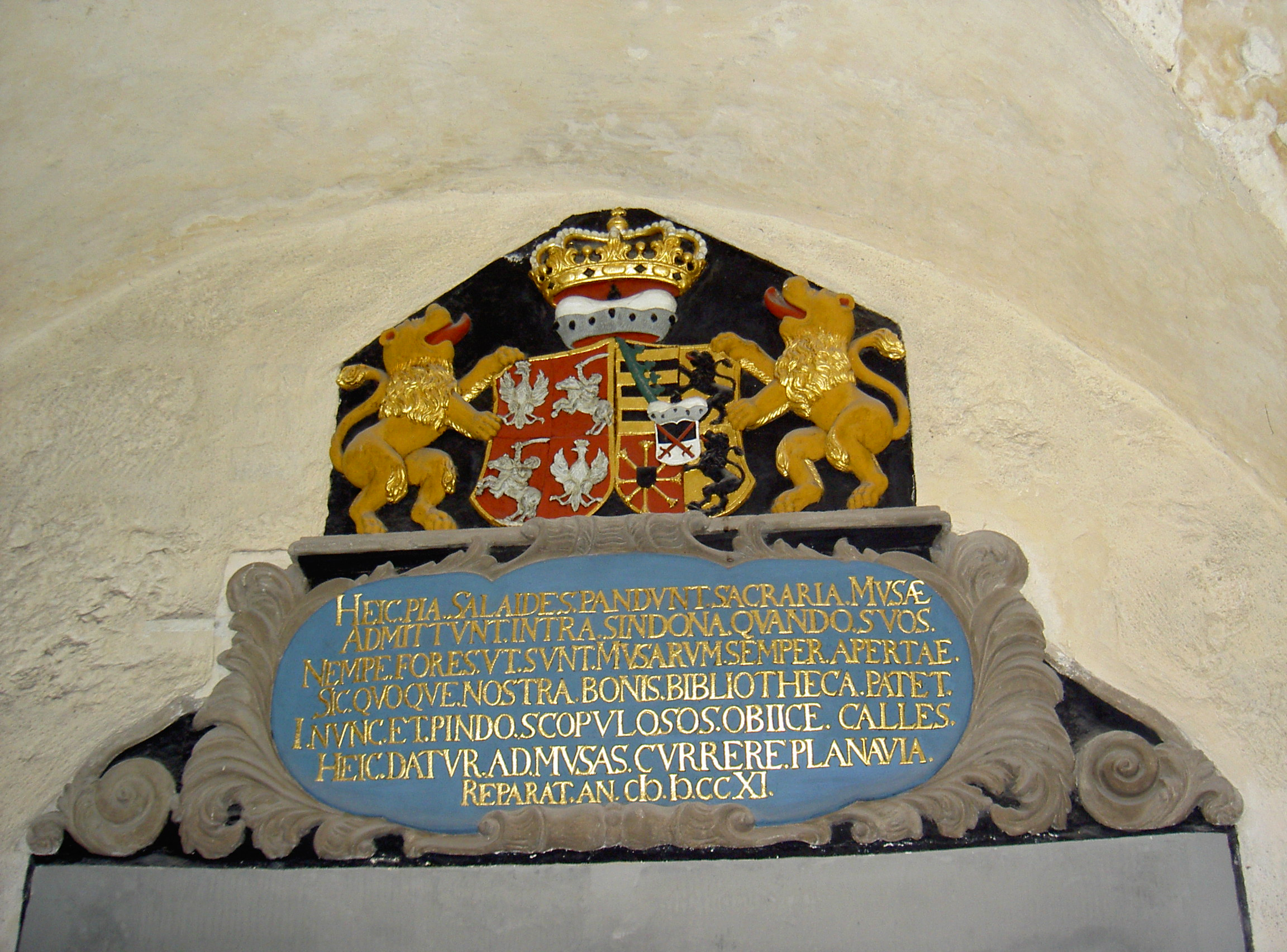
Herby Polski i Saksonii w klasztorze w Schulpforte